# 생방송 0!52
《생방송 0!52》는 ubc TV에서 매주 금요일 오후 7시 5분에 방송 중인 울산 지역 교양 정보 프로그램이다.

## 프로그램 소개
2024년 1월 19일부터 방송을 시작한 울산방송의 생방송 교양 정보 프로그램. 제목의 052는 울산 고유국번이자, '공감! 오늘 이순간'을 축약한 네이밍이다.

## 방송 시간
- 매주 금요일 오후 7시 5분

## MC
| 대수 | 진행자          | 진행 기간              | 비고  |
| ---- | --------------- | ---------------------- | ----- |
| 1대  | 이승재 아나운서 | 2024년 1월 19일 ~ 현재 | [ 1 ] |

## 타이틀 변천사
| 기수 | 프로그램 타이틀      | 방송 기간                         |
| ---- | -------------------- | --------------------------------- |
| 1기  | 생방송 아침을 연다   | 일자 미상 ~ 일자 미상             |
| 2기  | 생방송 ubc 투데이    | 일자 미상 ~ 일자 미상             |
| 3기  | 생방송 퀴즈쇼 톡선생 | 2017년 4월 13일 ~ 2017년 8월 31일 |
| 4기  | 생방송 0!52          | 2024년 1월 19일 ~ 현재            |